# Premio Goya per il miglior film straniero in lingua spagnola
Il premio Goya per il miglior film straniero in lingua spagnola (premio Goya a la mejor película iberoamericana) è un premio cinematografico assegnato annualmente dall'Academia de las Artes y las Ciencias Cinematográficas de España al miglior film straniero in lingua spagnola uscito nelle sale cinematografiche nel corso dell'anno precedente.
Viene assegnato con regolarità dal 1987.

## Albo d'oro
I vincitori sono indicati in grassetto, a seguire gli altri candidati.

### Anni 1980-1989
- 1987: C'era una volta un re - La película del rey (La película del rey), regia di Carlos Sorín ( Argentina)
  - Pequeña revancha (Pequeña revancha), regia di Olegario Barrera ( Venezuela)
  - Tiempo de morir (Tiempo de morir), regia di Jorge Alí Triana ( Colombia)
- 1988: Lo que importa es vivir (Lo que importa es vivir), regia di Luis Alcoriza ( Messico)
  - Hombre mirando al sudeste (Hombre mirando al sudeste), regia di Eliseo Subiela ( Argentina)
  - Un hombre de éxito (Un hombre de éxito), regia di Humberto Solás ( Cuba)
- 1989: non assegnato

### Anni 1990-1999
- 1990: La bella del Alhambra (La bella del Alhambra), regia di Enrique Pineda Barnet ( Cuba)
  - Aventurera (Aventurera), regia di Pablo de la Barra ( Venezuela)
- 1991: Caduti dal cielo (Caídos del cielo), regia di Francisco J. Lombardi ( Perù)
  - Caluga o menta (Caluga o menta), regia di Gonzalo Justiniano ( Cile)
  - Jericó (Jericó), regia di Alberto Lamata ( Venezuela)
  - María Antonia (María Antonia), regia di Sergio Giral ( Cuba)
- 1992: La frontera (La frontera), regia di Ricardo Larraín ( Cile)
  - Hello Hemingway (Hello Hemingway), regia di Fernando Pérez Valdés ( Cuba)
  - Técnicas de duelo: una cuestión de honor (Técnicas de duelo: una cuestión de honor), regia di Sergio Cabrera ( Colombia)
- 1993: Un posto nel mondo (Un lugar en el mundo), regia di Adolfo Aristaráin ( Argentina)
  - Come l'acqua per il cioccolato (Como agua para chocolate), regia di Alfonso Arau ( Messico)
  - Disparen a matar (Disparen a matar), regia di Carlos Azpúrua ( Venezuela)
- 1994: Gatica, el mono (Gatica, el mono), regia di Leonardo Favio ( Argentina)
  - Golpes a mi puerta (Golpes a mi puerta), regia di Alejandro Saderman ( Venezuela)
  - Johnny 100 Pesos (Johnny 100 pesos), regia di Gustavo Graef Marino ( Cile)
- 1995: Fragola e cioccolato (Fresa y chocolate), regia di Tomás Gutiérrez Alea e Juan Carlos Tabío ( Cuba)
  - La strategia della lumaca (La estrategia del caracol), regia di Sergio Cabrera ( Colombia)
  - Sin compasión (Sin compasión), regia di Francisco J. Lombardi ( Perù)
- 1996: Nel cuore della città - Midaq Alley (El callejón de los milagros), regia di Jorge Fons ( Messico)
  - El elefante y la bicicleta (El elefante y la bicicleta), regia di Juan Carlos Tabío ( Cuba)
  - )Sicario (Sicario ), regia di José Ramón Novoa ( Venezuela)
- 1997: Sol de otoño (Sol de otoño), regia di Eduardo Mignogna ( Argentina)
  - Pon tu pensamiento en mí (Pon tu pensamiento en mí), regia di Arturo Sotto Díaz ( Cuba)
  - Sin remitente (Sin remitente), regia di Carlos Carrera ( Messico)
- 1998: Cenizas del paraíso (Cenizas del paraíso), regia di Marcelo Piñeyro ( Argentina)
  - Amor vertical (Amor vertical), regia di Arturo Sotto Díaz ( Cuba)
  - La última llamada (La última llamada), regia di Carlos García Agraz ( Messico)
- 1999: El faro del sur (El faro del sur), regia di Eduardo Mignogna ( Argentina)
  - Amaneció de golpe (Amaneció de golpe), regia di Carlos Azpúrua ( Venezuela)
  - De noche vienes, Esmeralda (De noche vienes, Esmeralda), regia di Jaime Humberto Hermosillo ( Messico)
  - Kleines Tropicana - Tropicanita (Kleines Tropicana - Tropicanita), regia di Daniel Díaz Torres ( Cuba)

### Anni 2000-2009
- 2000: La vita è un fischio (La vida es silbar), regia di Fernando Pérez ( Cuba)
  - Del olvido al no me acuerdo (Del olvido al no me acuerdo), regia di Juan Carlos Rulfo ( Messico)
  - Colpo di stadio (Golpe de estadio), regia di Sergio Cabrera ( Colombia)
  - Mundo grua (Mundo grúa), regia di Pablo Trapero ( Argentina)
- 2001: Plata quemada (Plata quemada), regia di Marcelo Piñeyro ( Argentina)
  - Lista di attesa (Lista de espera), regia di Juan Carlos Tabío ( Cuba)
  - Pantaleón e le visitatrici (Pantaleón y las visitadoras), regia di Francisco J. Lombardi ( Perù)
  - Ratas, ratones, rateros (Ratas, ratones, rateros), regia di Sebastián Cordero ( Ecuador)
- 2002: La fuga (La fuga), regia di Eduardo Mignogna ( Argentina)
  - Miel para Oshún (Miel para Oshún), regia di Humberto Solás ( Cuba)
  - Perfume de violetas (Perfume de violetas), regia di Marisa Sistach ( Messico)
  - Taxi para tres (Taxi para tres), regia di Orlando Lübbert ( Cile)
- 2003: El último tren (El último tren), regia di Diego Arsuaga ( Argentina/ Uruguay/ Spagna)
  - Il crimine di Padre Amaro (El crimen del padre Amaro), regia di Carlos Carrera ( Messico)
  - Nada (Nada), regia di Juan Carlos Cremata ( Cuba)
  - Un día de suerte (Un día de suerte), regia di Sandra Gugliotta ( Argentina)
- 2004: Piccole storie (Historias mínimas), regia di Carlos Sorín ( Argentina)
  - El misterio del Trinidad (El misterio del Trinidad), regia di José Luis García Agraz ( Messico)
  - El viaje hacia el mar (El viaje hacia el mar), regia di Guillermo Cassanova ( Uruguay)
  - Suite Habana (Suite Habana), regia di Fernando Pérez ( Cuba)
- 2005: Whisky (Whisky), regia di Juan Pablo Rebella e Pablo Stoll ( Uruguay/ Argentina/ Germania/ Spagna)
  - El Rey - Negli anni '70 la cocaina aveva un solo re (El Rey), regia di José Antonio Dorado ( Colombia)
  - Machuca (Machuca), regia di Andrés Wood ( Cile/ Spagna)
  - Luna de Avellaneda (Luna de Avellaneda), regia di Juan José Campanella ( Argentina/ Spagna)
- 2006: Iluminados por el fuego (Iluminados por el fuego), regia di Tristán Bauer ( Argentina)
  - Alma mater (Alma mater), regia di Álvaro Buela ( Uruguay)
  - Mi mejor enemigo (Mi mejor enemigo), regia di Álex Bowen ( Cile/ Spagna)
  - Rosario Tijeras (Rosario Tijeras), regia di Emilio Maillé ( Colombia/ Messico/ Brasile/ Francia/ Spagna)
- 2007: Las manos (Las manos), regia di Alejandro Doria ( Argentina)
  - American visa (American visa), regia di Juan Carlos Valdivia ( Bolivia/ Messico)
  - En la cama (En la cama), regia di Matías Bize ( Cile)
  - Soñar no cuesta nada (Soñar no cuesta nada), regia di Rodrigo Triana ( Colombia)
- 2008: XXY - Uomini, donne o tutti e due? (XXY), regia di Lucía Puenzo ( Argentina)
  - La edad de la peseta (La edad de la peseta), regia di Pavel Giroud ( Cuba)
  - Mariposa negra (Mariposa negra), regia di José Lombardi ( Perù)
  - Padre nuestro (Padre nuestro), regia di Rodrigo Sepúlveda ( Cile)
- 2009: La buena vida (La buena vida), regia di Andrés Wood ( Cile)
  - Acné (Acné), regia di Federico Veirós ( Uruguay)
  - Sul lago Tahoe (¿Te acuerdas de Lake Tahoe? ), regia di Fernando Eimbcke ( Messico)
  - Perro come perro (Perro come perro), regia di Carlos Moreno ( Colombia)

### Anni 2010-2019
- 2010: Il segreto dei suoi occhi (El secreto de sus ojos), regia di Juan José Campanella ( Argentina)
  - Dawson Isla 10, regia di Miguel Littín ( Cile)
  - Gigante, regia di Adrián Biniez ( Uruguay)
  - Il canto di Paloma (La teta asustada), regia di Claudia Llosa ( Perù)
- 2011: La vida de los peces, regia di Matías Bize ( Cile)
  - Contracorriente, regia di Javier Fuentes-León ( Perù)
  - El hombre de al lado, regia di Mariano Cohn e Gastón Duprat ( Argentina)
  - El infierno, regia di Luis Estrada ( Messico)
- 2012: Cosa piove dal cielo? (Un cuento chino), regia di Sebastián Borensztein ( Argentina/ Spagna)
  - Boleto al paraíso, regia di Gerardo Chijona ( Cuba)
  - Miss Bala, regia di Gerardo Naranjo ( Messico)
  - Violeta se fue a los cielos, regia di Andrés Wood ( Cile)
- 2013: Juan de los muertos, regia di Alejandro Brugués ( Cuba/ Spagna)
  - 7 cajas, regia di Juan Carlos Maneglia e Tana Schembori ( Paraguay)
  - Después de Lucía, regia di Michel Franco ( Messico)
  - Infanzia clandestina, regia di Benjamín Ávila ( Argentina)
- 2014: Azul y no tan rosa, regia di Miguel Ferrari ( Venezuela)
  - The German Doctor (Wakolda), regia di Lucía Puenzo ( Argentina)
  - Gloria, regia di Sebastián Lelio ( Cile)
  - La gabbia dorata (La jaula de oro), regia di Diego Quemada-Díez ( Messico)
- 2015: Storie pazzesche (Relatos salvajes) regia di Damián Szifrón ( Argentina) 
  - Condotta (Conducta) regia di Ernesto Daranas ( Cuba)
  - Kaplan regia di Álvaro Brechner ( Uruguay)
  - La distancia más larga regia di Claudia Pinto Emperador ( Venezuela)
- 2016: Il clan (El Clan), regia di Pablo Trapero ( Argentina)
  - La Once, regia di Maite Alberdi ( Cile)
  - Magallanes, regia di Salvador del Solar ( Perù)
  - Vestido de novia, regia di Marilyn Solaya ( Cuba)
- 2017: Il cittadino illustre (El ciudadano ilustre), regia di Mariano Cohn e Gastón Duprat ( Argentina)
  - Anna, regia di Jacques Toulemonde Vidal ( Colombia)
  - Ti guardo (Desde allá), regia di Lorenzo Vigas ( Venezuela)
  - Las elegidas, regia di David Pablos ( Messico)
- 2018: Una donna fantastica (Una mujer fantástica), regia di Sebastián Lelio ( Cile)
  - Amazona, regia di Clare Weiskopf e Nicolás Van Hemelryck ( Colombia)
  - Tempestad, regia di Tatiana Huezo ( Messico)
  - Zama, regia di Lucrecia Martel ( Argentina)
- 2019: Roma, regia di Alfonso Cuarón (Messico)
  - L'angelo del crimine (El ángel), regia di Luis Ortega (Argentina)
  - Una notte di 12 anni (La noche de 12 años), regia di Álvaro Brechner (Uruguay)
  - Los perros, regia di Marcela Said (Cile)

### Anni 2020-2029
- 2020: Criminali come noi (La odisea de los giles), regia di Sebastián Borensztein (Argentina)
  - Araña, regia di Andrés Wood (Cile)
  - El despertar de las hormigas, regia di Antonella Sudasassi Furniss (Costa Rica)
  - Monos - Un gioco da ragazzi (Monos), regia di Alejandro Landes (Colombia)

- 2021: La nostra storia (El olvido que seremos), regia di Fernando Trueba (Colombia)
  - El Agente Topo, regia di Maite Alberdi (Cile)
  - La Llorona, regia di Jayro Bustamante (Guatemala)
  - Non sono più qui (Ya no estoy aquí), regia di Fernando Frías de la Parra (Messico)

- 2022: La cordigliera dei sogni (La cordillera de los sueños), regia di Patricio Guzmán (Cile)
  - Canción sin nombre, regia di Melina León (Perù)
  - Las siamesas, regia di Paula Hernández (Argentina)
  - Los lobos, regia di Samuel Kishi (Messico)

- 2023: Argentina, 1985, regia di Santiago Mitre (Argentina)
  - 1976, regia di Manuela Martelli (Cile)
  - La jauría, regia di Andrés Ramírez Pulido (Colombia)
  - Prayers for the stolen (Noche de fuego), regia di Tatiana Huezo (Messico)
  - Utama - Le terre dimenticate (Utama), regia di Alejandro Loayza Grisi (Bolivia)

- 2024: The Eternal Memory (La memoria infinita), regia di Maite Alberdi (Cile)
  - Alma Viva, regia di Cristèle Alves Meira (Portogallo)
  - La pecera, regia di Glorimar Marrero (Porto Rico)
  - Puan - Il professore (Puan), regia di Benjamín Naishtat e María Alché (Argentina)
  - Simón, regia di Diego Vicentini (Venezuela)

- 2025: Io sono ancora qui (Ainda estou aqui), regia di Walter Salles (Brasile)
  - Agarrame fuerte, regia di Ana Guevara e Leticia Jorge (Uruguay)
  - El jockey, regia di Luis Ortega (Argentina)
  - Due vite parallele (El lugar de la otra), regia di Maite Alberdi (Cile)
  - Memories of a burning body (Memorias de un cuerpo que arde), regia di Antonella Sudasassi Furniss (Costa Rica)